# Ferdinand Donandt (Politiker)

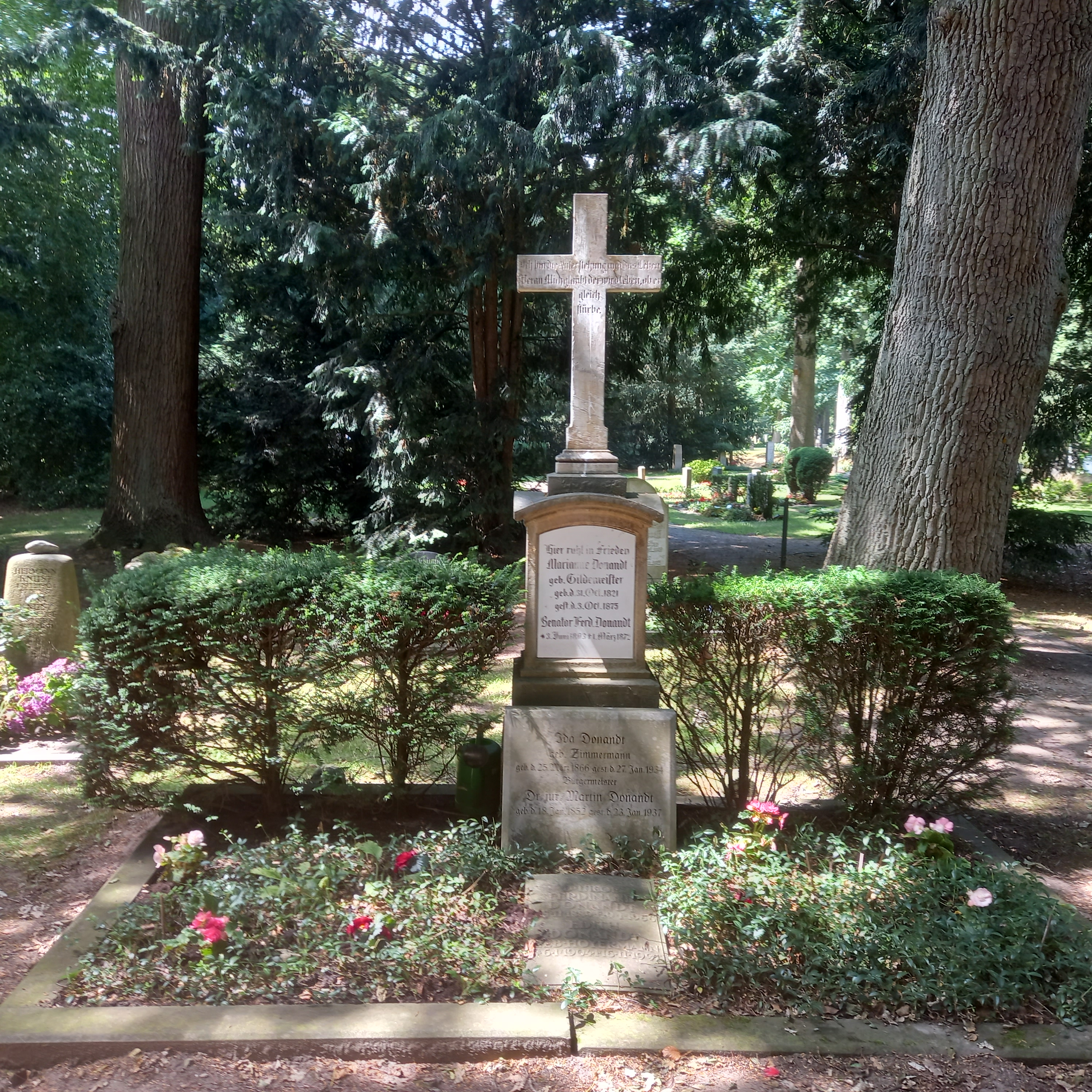
Das Grab von Ferdinand Donandt und seiner Ehefrau Anna Marie (Marianne) geborene Gildemeister im Familiengrab Donandt auf dem Riensberger Friedhof in Bremen

Ferdinand Donandt (* 3. Juni 1803 in Bremen; † 1. März 1872 in Bremen) war ein deutscher Jurist, Präsident der Bremischen Bürgerschaft und bremischer Senator.

## Biografie
Donandt war der Sohn eines Handwerkers. Er studierte von 1822 bis 1824 Jura an der Universität Göttingen und promovierte 1824 zum Dr. jur. 1825 wurde er Advokat in Bremen. Er war ein Vertreter der liberalen Reformkräfte.
1830 erschienen von ihm zwei Bände als Versuch einer Geschichte des bremischen Stadtrechts, die in der Tradition der Historischen Rechtsschule  standen und sich  auf mittelalterliche Urkunden stützten. Ab 1830 gab er auch das Bremische Magazin heraus, eine Schriftenreihe, welche die Probleme der Zeit kritisch darstellte. Von 1833 bis 1839 übernahm er auch die Redaktion der Bremer Zeitung.
Nach der Revolution von 1848/49 war Donandt Mitglied der konstituierenden Bremer Bürgerschaft. Er  wurde 1848 Vizepräsident und 1852 schließlich Präsident der Bürgerschaft als Parlament von Bremen. Ab 1848 fand eine Verfassungsdiskussion statt. Die vom Bremer Bürgerkonvent formulierte Verfassung war stark von Ferdinand Donandt geprägt. Mit der Verfassung des Bremischen Staates vom 21. März 1849 wurde die im alten Stadtrecht vorgesehene Ratsverfassung abgelöst. 1849 wurde Donandt Mitglied des Richterkollegiums.
1852 wurde Donandt zum Senator in  Bremen gewählt. Er bestimmte weitgehend die bremische Rechts-, Schul- und Medizinalpolitik der Stadt und gestaltete das Justizwesen neu. Der Bau einer Strafanstalt wurde von ihm betrieben.
Er schrieb 1862 ein zweibändiges Werk als Entwurf eines Strafgesetzbuches der freien Hansestadt Bremen. 
1869 war er Mitglied einer siebenköpfigen Kommission, die über den Entwurf des Strafgesetzbuches für den Norddeutschen Bund beriet, das am 1. Januar 1871 in Kraft trat.
Donandt war mit Anna Maria Fredericke, der Enkelin des Bremer Ratsherrn Johann Gildemeister, verheiratet. Er hatte neun Kinder. Donandts sechster Sohn war der Bürgermeister Martin Donandt (1852–1937).
Die Donandtstraße in Bremen-Schwachhausen ist nach Ferdinand Donandt benannt.

## Werk
- 1830: Versuch einer Geschichte des Bremischen Stadtrechts, Bremen[1]